# The Infidel (pel·lícula de 1922)
The Infidel és una pel·lícula muda dirigida per James Young i protagonitzada per Robert Ellis, Boris Karloff i Katherine MacDonald. La pel·lícula, basada en un relat de Charles A. Logue adaptat per James Young. es va estrenar l’abril de 1922. Es considera una pel·lícula perduda.

## Argument
Lola Daintry, una bella i jove actriu sense feina i un mariner anomenat Chunky són contractats per l’australià Bully Haynes per participar en un complot a l’illa de Menang als mars del Sud. Allà troben Cyrus Flint, un idealista empresari de copra i el Reverend Mead, un missioner. Lola accepta l’hospitalitat del missioner abans que la del nabob, el governant mahometà de l’illa, tot i que no li agraden els predicadors i no creu en Déu. Cyrus se sent atret per la jove i també la protegeix de les atencions del Nabob. Haynes, havia planejat amb Lola i Chunky trencar el suport del Nabob a la gent de la missió i a Cyrus per restablir l'esclavitud i obligar Cyrus a vendre els seus interessos de copra.
Després de fer el seu paper i atraure Cyrus, Lola s’adona que ha estat enganyada i que Cyrus i Mead no són els homes indignes que li han estat pintats. Ella confessa al missioner i aquest descobreix que és el seu pare, però decideix no revelar-ho, ja que ha començat a tenir fe en ell. Lola és menyspreada per Cyrus, que decideix vendre-ho tot. Marxa cap a Austràlia amb la goleta de Haynes per signar els papers, deixant els cristians a mercè del Nabob que ataca la missió. Lola és portada en canoa a bord del vaixell pels indígenes i prega a Cyrus que torni a Menang i que enviï un missatge de ràdio a un creuer americà per suprimir un aixecament a l'illa. Cyrus veu els edificis de l'illa en flames i s'adona que ha estat enganyat per Haynes. Intenta utilitzar la ràdio, però Haynes destrueix l'instrument. Gràcies a una ràdio secreta aconsegueix avisar el creuer que va al rescat. En la baralla Haynes és ferit de mort. Amb uns quants obusos ensorra el palau de Nabob que mor. El missioner també mor, confiant a Cyrus que cuidi de Lola, a qui ha convertit. Lola mai no sabrà que era el seu pare.

## Repartiment
- Katherine MacDonald (Lola Daintry)
- Robert Ellis (Cyrus Flint)
- Joseph J. Dowling (Reverend Mead)
- Boris Karloff (el Nabob)
- Melbourne MacDowell ('Bully' Haynes)
- Elita Proctor Otis (Miss Parliss)
- Charles Smiley (Mr. Scudder)
- Loyola O'Connor (Mrs. Scudder)
- Barbara Tennant (Hope Scudder)
- Charles Force (Chunky)